# Гопкало, Вадим Иванович
Вади́м Ива́нович Го́пкало (13 (26) февраля 1917 — 26 октября 1995) — советский украинский архитектор. Заслуженный архитектор УССР (1982). Почётный член Украинской академии архитектуры. Лауреат Сталинской премии третьей степени (1951).

## Биография
Родился 13 (26 февраля) 1917 года в Полтаве. В 1940 году получил высшее образование в КИСИ, учился у И. Ю. Каракиса.
В течение 1945—1946 годов разработал проект застройки Соцгорода в Запорожье.
С 1949 года начал работать в Киеве:
- в 1949—1965 годах — архитектором;
- с марта 1965 года по июль 1978 года — руководителем мастерской № 2 «Киевпроекта»;
- с июля 1978 года по 25 октября 1995 года — начальником Управления объёмного планирования № 2 АО «Киевпроект».

Вадим Гопкало — родственник Михаила Горбачёва, через прадеда Горбачёва, Ефима Гопкало.
Умер в 1995 году. Похоронен в Киеве на Байковом кладбище (участок № 49).

## Награды и премии
- Заслуженный архитектор УССР (1982)
- Сталинская премия третьей степени (1951) — за архитектуру дома № 69—71 по Владимирской улице в Киеве.
- Государственная премия УССР имени Т. Г. Шевченко (1985) — за архитектуру и оформление Киевского филиала Центрального музея В. И. Ленина.

## Проекты
Принимал участие в проектировании (в составе группы или руководителем) многих киевских зданий и ансамблей, в частности:
- жилой дом КВО на Крещатике;
- жилой дом по улице Владимирской, 69-71;
- жилой дом по улице Владимирской, 51-55;
- жилой дом по улице Богдана Хмельницкого, 39 (первый 18-этажный дом Киева, 1965—1971);
- жилое поселение в районе Чоколовка;
- дом Подольского райкома КПУ;
- жилой дом по Шелковичной улице, 13;
- административное здание по Большой Васильковской улице, 2;
- речной вокзал в городе Киеве;
- Ботанический сад Академии наук СССР;
- институт физиологии растений и защиты растений по Васильковской, 51;
- жилые дома по Голосеевскомй проспекту, № 80-82, 89-91;
- ресторан «Дубки»;
- инженерный корпус по улице Суворова, 4/6;
- дом политпросвещения по улице Владимирской, 44-46;
- Киевский инженерно-строительный институт по Воздухофлотскому проспекту;
- жилой массив Выгуровщина-Троещина (первый микрорайон);
- гостиница «Турист»;
- Киевский филиал Центрального музея В. И. Ленина;
- Центральный дворец бракосочетания (ЗАГС) по проспекту Победы, 5.